# André Chennevière
Pour les articles homonymes, voir Chennevière.
André Chennevière, né André Debille à Paris 17e le 12 novembre 1908 et mort à Paris 10e le 20 août 1944, est un écrivain, traducteur et critique littéraire français.

## Biographie
Fils de l'écrivain Léon Louis Debille, dit Georges Chennevière, et de Charlotte Clarisse Larrieu, André Chennevière suit les traces de son père pour lequel il a une grande admiration. Il prend des cours de théâtre au Vieux Colombier, s'intéresse à la peinture, part deux ans aux États-Unis (1930-1931). Il se marie le 8 septembre 1931 avec Suzanne Montigny, professeure d'anglais qui, pendant 7 ans avec son précédent mari, André Palin (1899-1983), avait animé le groupe théâtral La Phalange artistique. À leur retour en France, ils publient des traductions d'œuvres américaines dans Europe, et Regards. André Chennevière adhère alors au Parti communiste. Membre de l'Association des écrivains et artistes révolutionnaires, il participe à la création d'un groupe de théâtre « Travail ». En 1937, il entre à la rédaction de L'Humanité, où il assure la rubrique « Les lettres et les arts » jusqu'à la guerre. Mobilisé en 1939, il survit difficilement durant l'Occupation comme enseignant dans un centre d'apprentissage. Résistant dans les réseaux du NAP (noyautage des administrations publiques), chargé de reprendre avec un groupe de journalistes l'agence de presse Havas, il est abattu par un soldat allemand devant la gare de l'Est lors de la Libération de Paris le 20 août 1944.
Après sa mort sont publiés, préfacés par Georges Duhamel ses Poèmes, 1940-1944. Ils prennent place dans un recueil publié en 1946 aux Éditions de Minuit, Cinq poètes assassinés : Saint-Pol-Roux, Max Jacob, Robert Desnos, Benjamin Fondane, André Chennevière. 
Son nom est inscrit au Panthéon.